# Микільський провулок (Київ)
Микільський прову́лок — провулок у Печерському районі міста Києва, місцевість Печерськ, історична місцевість Хрести. Пролягає від Бутишева провулка (поблизу площі Слави) до кінця забудови (з проходом до вулиці Івана Мазепи).

## Історія
Провулок відомий з кінця XIX століття під назвою Микільський. У 1940 році набув назву Січневий провулок (назву підтверджено 1944 року), на честь повстання проти Центральної Ради в Києві в січні 1918 року. Під час нацистської окупації міста в 1941–1943 роках — Микільський провулок.
У 2015 році відновлено історичну назву у формі Микильський. У 2018 році назву уточнено на сучасну відповідно чинного українського правопису.

## Пам'ятки архітектури
Станом на травень 2024 року за адресою Микільський провулок 7 зберігся триповерховий колишній прибутковий будинок міщанки Ксенії Смирнової, зведений в 1911-1912 рр. за проєктом київського архітектора Андрія-Фердинанда Краусса. Цей будинок є останнім зразком історичної забудови в цьому провулку. Фасад будинку оформлено у стилі модерн. Наказом Департаменту охорони культурної спадщини міста Києва від 29.07.2021 № 45, садиба отримала статус щойно виявленого об'єкта культурної спадщини (пам'ятка архітектури). 

#### Спроба знищення садиби Ксенії Смирнової.
З 2010 року відбуваються систематичні спроби знищення історичного будинку за адресою Микільський провулок 7 орендарем земельної ділянки під будинком, забудовником ТОВ "ДОМЕКО", який має плани звести на місці садиби новий житловий будинок. Остання спроба відбулась в кінці червня 2021 року. Тоді забудовник розібрав частину даху будинку, а також позбавив садибу вікон разом із дерев'яними віконними рамами із фасадної сторони, проте знести будинок вчергове завадив суспільний розголос і протести місцевої громади.